# John P. Marquand
Pour les articles homonymes, voir Marquand.
John Phillips Marquand, né le 10 novembre 1893 à Wilmington, Delaware, et mort le 16 juillet 1960 à Newburyport, Massachusetts, est un romancier américain, lauréat du Prix Pulitzer, et auteur de la série de romans d'espionnage ayant pour héros l'agent secret japonais Mr. Moto.

## Biographie
Issu d’une famille de la haute bourgeoisie, il compte parmi ses ancêtres la femme de lettres, journaliste et féministe Margaret Fuller, amie de Ralph Waldo Emerson. Il fait ses études dans des établissements privés, puis à l’Université Harvard, où il collabore au journal de l’institution. Il obtient son diplôme en 1915, puis travaille comme reporter à Boston. Pendant la Première Guerre mondiale, il est d’abord envoyé à la frontière mexicaine, puis il suit une préparation pour devenir officier à Plattsburgh et est nommé lieutenant en 1917. Il s’embarque peu après pour l’Europe et participe à la Seconde bataille de la Marne en juillet 1918, à celle de Saint-Mihiel en septembre de la même année, puis à la dernière phase de l'Offensive Meuse-Argonne, du 28 octobre au 11 novembre, qui devait sceller la victoire contre l’Allemagne.
Démobilisé, il entre comme journaliste au New York Herald Tribune, mais publie également de courts récits dans l’édition dominicale. En 1922 paraît son premier roman, The Unspeakable Gentleman, et le jeune auteur commence la publication soutenue de nouvelles dans des magazines prestigieux, tels le Cosmopolitan et le Saturday Evening Post. Sa réputation d’écrivain atteint son apogée avec l’attribution du Prix Pulitzer du roman pour  Feu George Apley en 1938, une satire nuancée de la haute bourgeoisie de Nouvelle-Angleterre qui place ses traditions au-dessus des sentiments et de la liberté de l’individu soumis aux impositions morales et sociales de son milieu. Ce thème, Marquand le reprend dans d’autres romans, notamment L’Honorable Mr. Pulham (1942) et La vie est trop courte (1943).
Bien avant sa consécration littéraire avec Feu George Apley, Marquand est déjà célèbre auprès du grand public pour une série de romans d’espionnage amorcée en 1935 et ayant pour héros l’ineffable Mr. Moto. Œuvre de commande, car le Saturday Evening Post cherchait un héros populaire pour remplacer Charlie Chan, le détective oriental créé par Earl Derr Biggers, décédé en 1933, la série Mr. Moto est malgré tout préparée avec soins. Marquand est donc envoyé en Orient pour recueillir de matériel afin de bien développer ses récits en leur accordant suffisamment de crédibilité. Mr. Moto, dont son créateur entend faire le meilleur espion japonais, bien qu'il ne jugea jamais ce personnage pour autre chose qu'un devoir alimentaire, remporte avec ses aventures un tel succès qu’Hollywood s’en empare et produit au cours des années 1930 pas moins huit films avec Peter Lorre dans le rôle de l’agent secret nippon.
Au cours des années 1940 et 1950, il produit plus de best-sellers qu'aucun autre écrivain.
Divorcé à deux reprises, en 1935 et 1958, John P. Marquand se remarie une dernière fois deux ans avant sa mort, survenue pendant son sommeil, dans sa propriété de Newburyport, au Massachusetts, le 16 juillet 1960.

## Œuvre

### Romans

#### SérieMr. Moto
- No Hero ou Mr. Moto Takes a Hand ou Your Turn, Mr. Moto (1935) Publié en français sous le titre À votre tour, Mr. Moto, Paris, Payot et Rivages, Rivages/Mystère, no 4, 1988
- Thank You, Mr. Moto (1936) Publié en français sous le titre Thank You, Mr. Moto, Paris, Librairie des Champs-Élysées, Le Masque no 350, 1948 ; réédition, Paris, Payot et Rivages, Rivages/Noir, no 7, 1986
- Think Fast, Mr. Moto (1937) Publié en français sous le titre Bien joué ! Mr. Moto, Paris, Morgan, Série rouge no 17, 1948 ; réédition, Paris, Payot et Rivages, Rivages/noir, no 8, 1986
- Mr. Moto is So Sorry (1938) Publié en français sous le titre Mr. Moto est désolé, Paris, Librairie des Champs-Élysées, Le Masque no 376, 1948 ; réédition, Paris, Payot et Rivages, Rivages/noir, no 18, 1987
- Last Laugh, Mr. Moto (1942) Publié en français sous le titre Rira bien, Mr. Moto, Paris, Payot et Rivages, Rivages/noir, no 87, 1990
- Stopover: Tokyo ou The Last of Mr. Moto ou Right You Are, Mr. Moto (1957), le personnage de Mr. Moto ne fait qu’une brève apparition dans ce roman. Publié en français sous le titre Espionnage à Tokyo, Paris, Stock, 1960 ; réédition dans Agents secrets dans la Guerre froide, Paris, Éditions Omnibus, 2006

#### Autres romans policiers
- Ming Yellow (1935)
- Don't Ask Questions (1941)
- It's Loaded, Mr. Bauer (1949)

#### Romans non-policiers
- The Unspeakable Gentleman (1922)
- The Black Cargo (1925)
- Do Tell Me, Doctor Johnson (1928)
- Warning Hill (1930)
- Haven's End (1933)
- The Late George Apley (1937) Publié en français sous le titre Feu George Apley, Paris, Éditions Robert Laffont, coll. Pavillons, 1947
- Wickford Point (1939)
- H.M. Pulham, Esquire (1942) Publié en français sous le titre L’Honorable Mr. Pulham, Paris, O. Zeluck, 1945 ; réédtion, Paris, Société intercontinentale du livre, 1946
- So Little Time (1943) Publié en français sous le titre La vie est trop courte, Paris, Jeheber, 1946
- Repent in Haste (1945)
- B.F.'s Daughter (1946) Publié en français sous le titre La Fille de B.F., Paris, Éditions Robert Laffont, coll. Pavillons, 1952
- Point of No Return (1949) Publié en français sous le titre Le Vice-président, Paris, Amiot-Dumont, coll. La Fleur des romans étrangers, 1955
- Melville Goodwin, USA (1951) Publié en français sous le titre Le Général, Paris, Amiot-Dumont, coll. Les Meilleures Traductions, 1953
- Sincerely, Willis Wayde (1955)
- Women and Thomas Harrow (1958) Publié en français sous le titre Les Femmes et Thomas Harrow, Paris, Stock, 1960

### Nouvelles

#### Recueil de nouvelles
- Four of a Kind (1923)
- Sun, Sea and Sand (1950)
- Thirty Years (1954), recueil de nouvelles et d'articles
- Life at Happy Knoll (1957)

#### Nouvelles isolées
- Right that Failed (1921)
- Eight Million Bubbles (1922)
- Only a Few of Us Left (1922)
- Different From Other Girls (1922)
- Land of Bunk (1922)
- Captain His Soul (1922)
- Ship (1923)
- By the Board (1923)
- Last of the Tories (1924)
- How Willie Came Across (1924)
- Jervis Furniture (1924)
- Pozzi of Perugia (1924)
- Friend of the Family (1924)
- Big Guys (1925)
- Educated Money (1925)
- Foot of the Class (1925)
- Much Too Clever (1925)
- Old Man (1925)
- Jamaica Road (1925)
- Last of the Hoopwells (1925)
- Fun and Neighbors (1926)
- Blame of Youth (1926)
- Tea Leaves (1926)
- Thousands in the Bank (1926)
- Spitting Cat (1926)
- Artistic Touch (1927)
- Cinderalla Motif (1927)
- Lord Chesterfield (1927)
- Unknown Hero (1927)
- Harvard Square Student (1927)
- As the Case May Be (1928)
- Aye, In the Catalogue (1928)
- Good Black Sheep (1928)
- Good Morning Major (1928)
- End of the Story (1929)
- Oh Major, Major (1929)
- Another Redskin Story (1929)
- Darkest Horse (1929)
- Mr Goof (1929)
- Powaw's Head (1929)
- Rain of Right (1929)
- Best Must Always Go (1929)
- Captain Whetstone (1929)
- A Dog, A Woman (1929)
- Ships must Sail (1929)
- Jack's the Lad (1929)
- Bobby Shaftoe (1930)
- Leave Her, Johnny, Leave Her (1930)
- Slave Catcher (1930)
- Obligations (1930)
- Simon Pure (1930)
- Same Things (1930)
- Master of the House (1930)
- There is a Destiny (1930)
- Rainbows (1930)
- Golden Lads (1931)
- All Play (1931)
- Upstairs (1931)
- Tolerance (1931)
- Call Me Joe (1931)
- Gentleman Ride (1931)
- Ask Him (1932)
- Deep Water (1932)
- Music (1932)
- Sold South (1932)
- Jine the Calvalry (1932)
- Jack Still (1932)
- Far Away (1932)
- High Tide (1932)
- Dispatch Box No. 3 (1932)
- Fourth Down (1932)
- Number One Good Girl (1933)
- Winner Take All (1934)
- Blockade (1934)
- Davy Jones (1934)
- Lord and Master (1934)
- Step Easy Stranger (1934)
- Take the Man Away (1934)
- Time for Us to Go (1934)
- Back Pay (1934)
- Sea Change (1935)
- Flutter in Continentals (1935)
- You Can't Do That (1935)
- What's It Get You? (1935)
- Yankee Notion (1935)
- Hang it on the Horn (1936)
- No One Ever Would (1936)
- Put Those Things Away (1936)
- Don't Cry for Me (1936)
- Troy Weight (1936)
- Marches Always Pay (1937)
- Maharajah's Flower (1937)
- "3-3-08" (1937)
- Just Break the News (1937)
- Pull, Pull Together (1937)
- Everything's Fine (1937)
- Castle Sinister (1938)
- Shirt Giver (1938)
- Wickford Point (1939)
- Beginning Now (1939)
- Tell Me about the War (1939)
- Don't Ask Questions (1939)
- March On, He Said (1940)
- Children's Page (1940)
- She Was Always a Swell Girl (1941)
- Doctor's Orders (1942)
- Taxi Dance (1942)
- It's Loaded, Mr Bauer (1942)
- End Game (1944)
- Island (1944)
- I Heard an Old Man Say (1944)
- Just the Day for Tea (1944)
- Lunch in Honolulu (1945)
- Repent in Haste (1945)
- Close to Home (1947)
- Sun, Sea and Sand (1950)
- King of the Sea (1952)
- Goodbye Piccadilly (1955) Publié en français sous le titre Pas d’amour pour l’agent secret, Paris, Opta, L’Anthologie du mystère no 12, 1969

### Théâtre
- The Late George Apley (1946), adaptation pour la scène du roman homonyme, écrite en collaboration avec George S. Kaufman

### Autres publications
- Prince and Boatswain : Sea Tales from the Recollections of Rear-Admiral Charles E. Clark (1915), en collaboration avec James Morris Morgan
- Lord Timothy Dexter of Newburyport, Mass. (1926), biographie à propos de Timothy Dexter
- Federalist Newburyport ; or, Can Historical Fiction Remove a Fly fom Amber ? (1926)
- Timothy Dexter Revisited (1960)

## Adaptations cinématographiques
- 1922 : The Right That Failed, film de Bayard Veiller
- 1937 : L'Énigmatique M. Moto, film de Norman Foster, d’après Bien joué ! Mr. Moto, avec Peter Lorre dans le rôle-titre.
- 1937 : Le Serment de M. Moto, film de Norman Foster, d’après Thank You, Mr. Moto, avec Peter Lorre dans le rôle-titre.
- 1938 : Monsieur Moto sur le ring, film de James Tinling, avec Peter Lorre dans le rôle-titre.
- 1938 : M. Moto court sa chance, film de Norman Foster, avec Peter Lorre dans le rôle-titre.
- 1938 : M. Moto dans les bas-fonds, film de Norman Foster, sur un scénario original de Philip MacDonald, avec Peter Lorre dans le rôle-titre.
- 1939 : Mr. Moto's Last Warning, film de Norman Foster, sur un scénario original de Philip MacDonald, avec Peter Lorre dans le rôle-titre.
- 1939 : Monsieur Moto en péril, film d'Herbert I. Leeds, avec Peter Lorre dans le rôle-titre.
- 1939 : Mr. Moto Takes a Vacation, film de Norman Foster, sur un scénario original de Philip MacDonald, avec Peter Lorre dans le rôle-titre.
- 1941 : Souvenirs, film de King Vidor, d’après le roman L’Honorable Mr. Pulham, avec Robert Young et Hedy Lamarr.
- 1947 : Un mariage à Boston, film de Joseph L. Mankiewicz, d’après le roman Feu George Apley, avec Ronald Colman et Vanessa Brown.
- 1948 : L'Indomptée, film de Robert Z. Leonard, d’après le roman La Fille de B.F., avec Barbara Stanwyck et Van Heflin.
- 1957 : Affaire ultra-secrète, film de H. C. Potter, d’après le roman Melville Goodwin, USA, avec Susan Hayward et Kirk Douglas.
- 1957 : Espionnage à Tokyo (en) (Stopover Tokyo), film de Richard L. Breen, d’après le roman Stopover: Tokyo, avec Robert Wagner et Joan Collins. Le personnage de Mr. Moto, présent pour une courte apparition dans le roman, est absent de la version cinématographique.

## Prix et distinctions
Prix Pulitzer du roman 1938 décerné à Feu George Apley